# Ramir Deulofeu i Quintana
Ramir Deulofeu i Quintana (Palafrugell, 1889 – París, 1966) va ser alcalde de Palafrugell de 1936 a 1939, durant bona part de la Guerra Civil espanyola. Treballava al despatx de l'empresa Manufacturas del Corcho S.A. (més tard, Armstrong), i portava el negoci familiar de llibreria. Va morir a l'exili a París, l'any 1966.